# Station Frechen-Königsdorf
Station Frechen-Königsdorf (Duits: Bahnhof Frechen-Königsdorf) is een S-Bahnstation in het stadsdeel Königsdorf van de Duitse plaats Frechen en ligt aan de spoorlijn Aken – Keulen.
Eén van beide, in onderstaande tabel vermelde, lijnnummers S12 /S 13, of wellicht beide, zou(den) in 2019 of 2020 zijn vernummerd tot S19. Hierover ingewonnen informatie is onduidelijk, want de bronnen zijn met elkaar in tegenspraak. De website van de Deutsche Bahn noemde de lijn op 27 april 2021 S19.

## Treinverbindingen
| Serie | Treinsoort            | Route | Bijzonderheden                                                                                          |
| ----- | --------------------- | --- | --- |
| S 12  | S-Bahn (DB Regio NRW) | Horrem – Frechen-Königsdorf – Köln-Ehrenfeld – Köln Hbf – Porz-Wahn – Troisdorf – Siegburg/Bonn – Hennef (Sieg) – Eitorf – Au (Sieg)                                    | Dienstregeling S12 geldig vanaf 10-12-2023                                                              |
| S 19  | S-Bahn (DB Regio NRW) | (Aachen Hbf – ) Düren – Horrem – Frechen-Königsdorf – Köln-Ehrenfeld – Köln Hbf – Köln/Bonn Luchthaven – Troisdorf – Siegburg/Bonn – Hennef (Sieg) – Eitorf – Au (Sieg) | Rijdt alleen twee keer per nacht tussen Aachen Hbf en Düren. Dienstregeling S19 geldig vanaf 10-12-2023 |

0.0: Köln Hbf ·
0.8: Köln Hansaring ·
3.7: Köln-Ehrenfeld ·
5.9: Köln-Müngersdorf Technologiepark ·
9.7: Lövenich ·
11.1: Köln-Weiden West ·
13.8: Frechen-Königsdorf ·
18.7: Horrem ·
21.4: Sindorf ·
30.3: Buir ·
35.0: Merzenich ·
39.2: Düren ·
48.9: Langerwehe ·
56.9: Eschweiler Hbf ·
60.3: Stolberg (Rheinl) Hbf ·
64.9: Eilendorf ·
68.2: Aachen-Rothe Erde ·
70.2: Aachen Hbf
Düren ·
Merzenich ·
Buir ·
Sindorf ·
Horrem ·
Frechen-Königsdorf ·
Köln-Weiden West ·
Köln-Lövenich ·
Köln-Müngersdorf Technologiepark ·
Köln-Ehrenfeld ·
Köln Hansaring ·
Köln Hbf ·
Köln Messe/Deutz ·
Köln Trimbornstr ·
Köln Airport Businesspark ·
Köln Steinstraße ·
Porz (Rhein) ·
Porz-Wahn ·
Spich ·
Troisdorf ·
Siegburg/Bonn ·
Hennef (Sieg) ·
Hennef im Siegbogen ·
Blankenberg (Sieg) ·
Merten (Sieg) ·
Eitorf ·
Herchen ·
Dattenfeld ·
Schladern (Sieg) ·
Rosbach (Sieg) ·
Au (Sieg)